# بنورة
إحدى بلديات ولاية غرداية تأسست سنة 1046م